# Nowosiółki (przystanek kolejowy)
Nowosiółki (biał. Навасёлкі, ros. Новосёлки) – przystanek kolejowy w pobliżu miejscowości Grejciowo i w 1,4 km od miejscowości Nowosiółki, w rejonie postawskim, w obwodzie witebskim, na Białorusi. Położony jest na linii Królewszczyzna - Łyntupy.